# Pierre Lortet
Pour les articles homonymes, voir Lortet.
Pierre Lortet est un homme politique français né le 4 juin 1792 à Lyon et décédé le 12 mars 1868 à Oullins (Rhône).

## Biographie
Fils de Clémence Lortet et père de Louis Lortet. Médecin en 1819, il s'installe à Lyon. Sous la Restauration, il collabore à des journaux libéraux. Administrateur des hospices de Lyon en 1836, il est commandant de la garde nationale en février 1848 et député du Rhône d'avril à juin 1848. Il fonde, en 1854, la société protectrice des animaux à Lyon.
Le premier juin 1847 il est élu à la section sciences de l'académie des Sciences Belles-Lettres et Arts de Lyon. 
Féru d'orientalisme, il traduit le calendrier copte.

## Publication
- [1852] Calendrier copte, tr. de l'arabe et annoté par m. Lortet, Lyon, impr. Dumoulin & Ronet, 1852, 27 p., sur books.google.fr (lire en ligne).

## Sources
- « Pierre Lortet », dans Adolphe Robert et Gaston Cougny, Dictionnaire des parlementaires français, Edgar Bourloton, 1889-1891 [détail de l’édition]
- [Bange] Christian Bange, « LORTET Pierre (1792-1868) », dans Dominique Saint-Pierre (dir.), Dictionnaire historique des académiciens de Lyon 1700-2016, Lyon, Éditions de l'Académie, 2017 (ISBN 978-2-9559433-0-4), p. 813-815.